# Hafsia Herzi
Hafsia Herzi (in arabo حفصية حرزي‎?; Manosque, 25 gennaio 1987) è un'attrice e regista francese, di origine tunisina da parte di padre ed algerina da parte di madre, conosciuta soprattutto per il suo ruolo nel lungometraggio franco-tunisino Cous cous, per il quale ha vinto il premio come attrice rivelazione ai César 2008, e il premio Marcello Mastroianni come miglior attrice emergente alla 64ª Mostra internazionale d'arte cinematografica di Venezia.
Nel 2025, Hafsia Herzi ha ricevuto il César per la migliore attrice per il thriller corso Borgo.

## Filmografia parziale

### Cinema

#### Attrice
- Cous cous (La Graine et le Mulet), regia di Abdellatif Kechiche  (2006)
- Un uomo e il suo cane (Un homme et son chien), regia di Francis Huster (2008)
- L'Aube Du monde, regia di Abbas Fahdel (2008)
- Le Roi de l'évasion, regia di Alain Guiraudie (2009)
- Dowaha, regia di Raja Amari (2009)
- L'Apollonide, regia di Bertrand Bonello (2011)
- Jimmy Rivière, regia di Teddy Lussi-Modeste (2011)
- La sorgente dell'amore (La Source des femmes), regia di Radu Mihăileanu (2011)
- Elle s'en va, regia di Emmanuelle Bercot (2013)
- La Marche, regia di Nabil Ben Yadir (2013)
- War Story, regia di Mark Jackson (2014)
- Mektoub, My Love - Canto uno, regia di Abdellatif Kechiche (2017)
- Black Tide - Un caso di scomparsa (Fleuve noir), regia di Érick Zonca (2018)
- Persona non grata, regia di Roschdy Zem (2019)
- Mektoub, My Love - Intermezzo, regia di Abdellatif Kechiche (2019)
- Tu mérites un amour, regia di Hafsia Herzi (2019)
- Madame Claude, regia di Sylvie Verheyde (2021)
- Le Ravissement - Rapita (Le Ravissement), regia di Iris Kaltenbäck (2023)
- Les gens d'à côté, regia di André Téchiné (2024)
- La Prisonnière de Bordeaux, regia di Patricia Mazuy (2024)

#### Regista
- Tu mérites un amour (2019)
- Bonne Mère (2021)
- La Petite Dernière (2025)

#### Doppiatrice
- Le Chat du rabbin, regia di Joann Sfar e Antoine Delesvaux (2011)

## Doppiatrici italiane
- Domitilla D'Amico in Cous Cous
- Chiara Gioncardi ne Un uomo e il suo cane, La sorgente dell'amore
- Joy Saltarelli in Mektoub, My Love - Canto uno

## Riconoscimenti
- Mostra internazionale d'arte cinematografica di Venezia
  - 2006 – Premio Marcello Mastroianni come miglior attrice emergente alla per Cous cous
- Premio César
  - 2008 – Migliore promessa femminile per Cous cous
  - 2025 – Migliore attrice per Borgo
- Premio Lumière
  - 2008 – Migliore promessa femminile per Cous cous
- Festival international du film de Marrakech
  - 2008 – Étoile d'or migliore rivelazione femminile per Cous cous
- Festival internazionale del cinema di Berlino
  - 2009 – Shooting Stars Award
- Festival di Cannes
  - 2021 – Premio Un Certain Regard, Miglior cast d'insieme per Bonne Mère
  - 2025 – Queer Palm per La Petite Dernière
- Festival del cinema di Stoccolma
  - 2019 – Migliore regia per Tu mérites un amour
- Torino Film Festival
  - 2023 – Miglior attrice per Le Ravissement - Rapita